# Yélimané
Yélimané est une  ville et une commune malienne, située dans le pays de la  Guidimés, chef-lieu du cercle de Yélimané, dans la région de Kayes. au Mali. 

## Géographie
La localité de Yélimané est proche de la frontière mauritanienne, à l'extrémité de la route nationale RN 23, à 151 km au nord-est du chef-lieu régional Kayes.

## Population
La population de la commune de Guidimé est estimée à 30 580 habitants en 2024[réf. nécessaire], les habitants de Yélimané sont appelés les Yélimanais et les Yélimanaises.
La localité de Yélimané compte 4 251 habitants lors du recensement général de la population réalisé en 2009.

## Transports
La localité est desservie par un terrain d'aviation ouvert en 1950 : Aérodrome de Yélimané.

## Jumelage et coopération décentralisée
Un accord de jumelage-coopération a été conclu en 1985 entre la ville française de Montreuil et le cercle de Yélimané.